# (2570) Porphyro
(2570) Porphyro est un astéroïde de la ceinture principale.

## Description
(2570) Porphyro est un astéroïde de la ceinture principale. Il fut découvert le 6 août 1980 à la station Anderson Mesa par Edward L. G. Bowell. Il présente une orbite caractérisée par un demi-grand axe de 2,76 UA, une excentricité de 0,11 et une inclinaison de 16,2° par rapport à l'écliptique.

## Compléments